# Secolo d'oro di Königsberg
 Secolo d'oro di Königsberg (in tedesco: Königsberger Jahrhundert) è l'espressione che indica il periodo di massimo splendore culturale della città di Königsberg, che si estese dall'incoronazione di Federico I di Prussia il 18 gennaio 1701 alla Battaglia di Jena e Auerstedt del 14 ottobre 1806.
Alcune personalità di spicco di tale epoca furono:
- Johann Christoph Gottsched che si formò all'Università Albertus di Königsberg prima di trasferirsi all'Università di Lipsia;
- Immanuel Kant (n. 1724) che trascorse tutta la vita a Königsberg[1];
- Ernst Theodor Amadeus Hoffmann (n.1776), uomo di legge e artista poliedrico del Romanticismo tedesco;
- altri intellettuali nati o vissuti qui, quali: Johann Georg Hamann (n. 1730), Theodor Gottlieb von Hippel (n .1741), Johann Gottfried Herder (n. 1744), Johann Friedrich Reichardt (n. 1752), Zacharias Werner (n. 1768).

Molti di loro orbitavano attorno al salotto letterario di Caroline von Keyserling (1727-17919 che identicamente a Kant trascorse tutta la vita a Königsberg.

## Galleria d'immagini

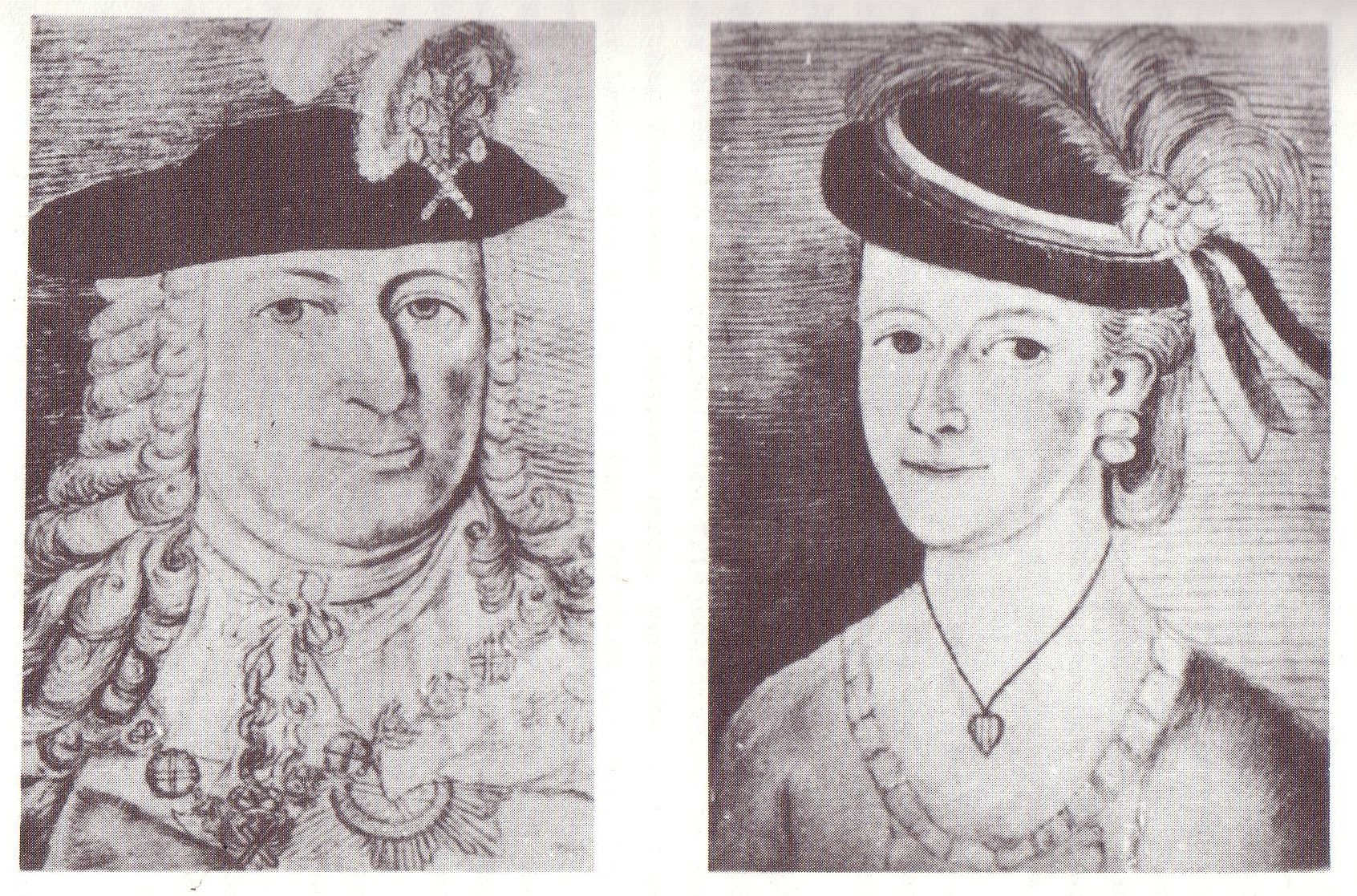
Heinrich e Caroline von Keyserling
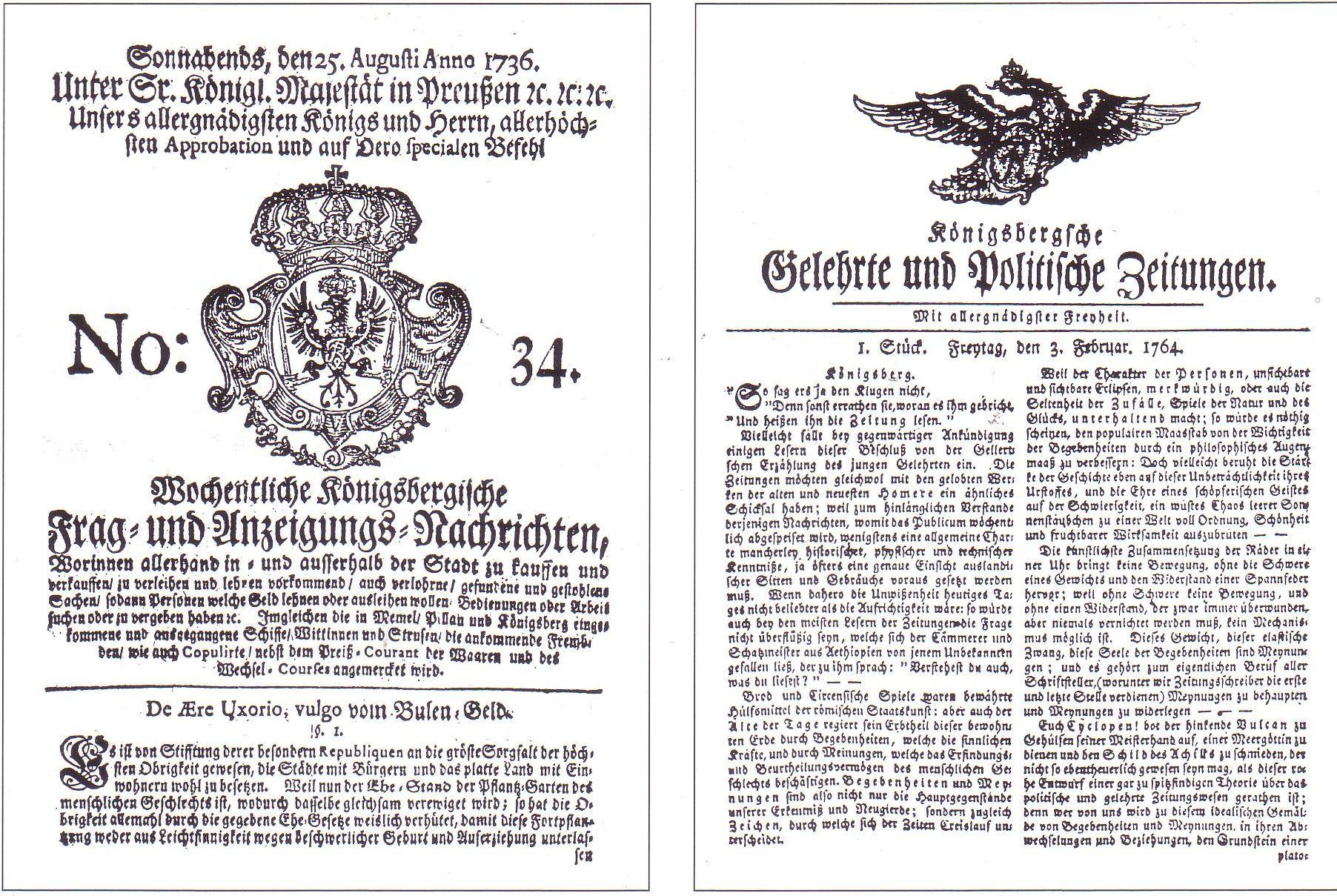
Königsberger Zeitungen
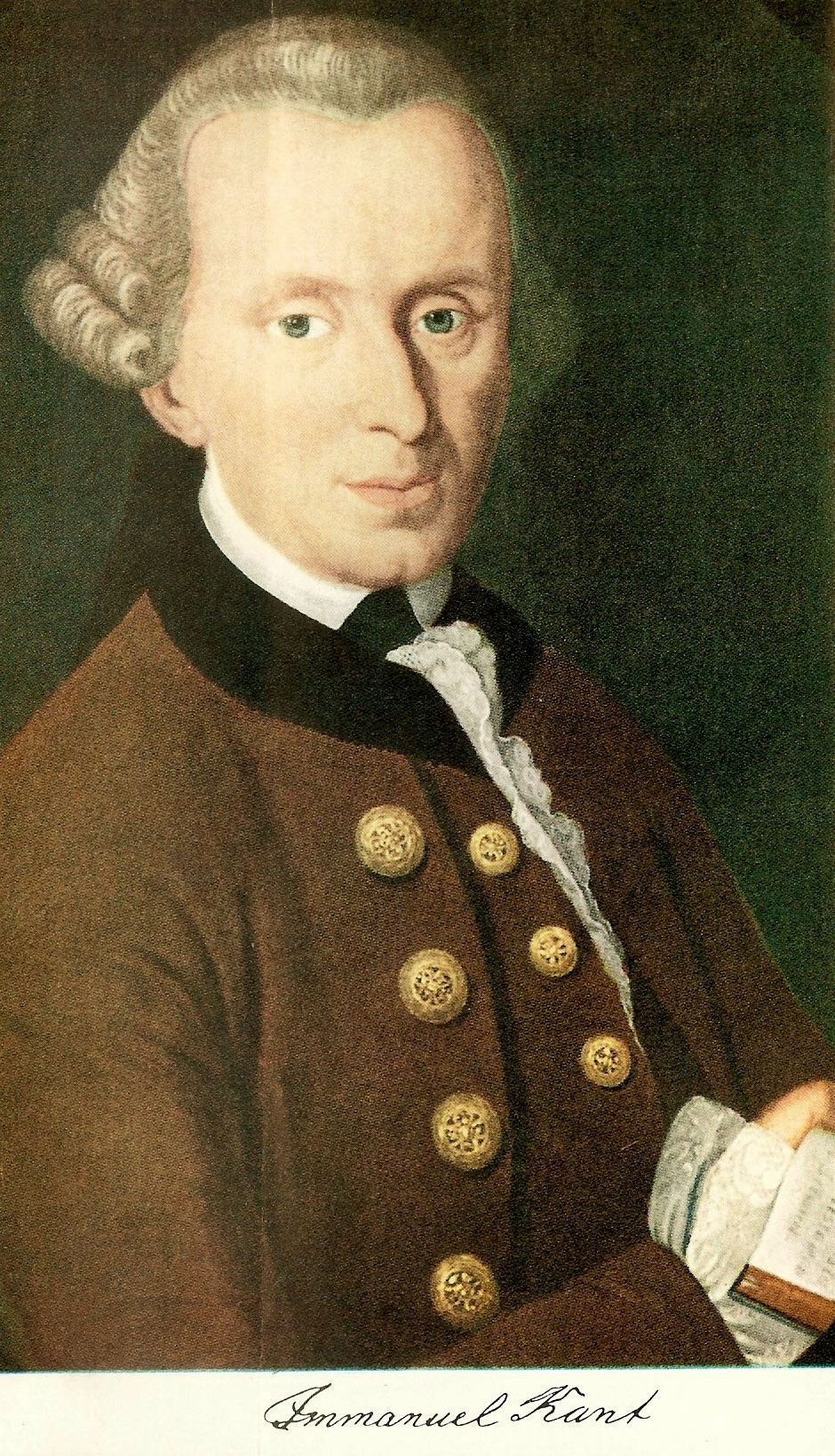
Ritratto e firma di I. Kant